# フェリシアーノ・チクラーナ
フェリシアーノ・アントーニオ・チクラーナ（Feliciano Antonio Chiclana, 1761年6月9日 - 1826年9月17日）は、アルゼンチンの弁護士、政治家、軍人である。

## 経歴
1761年にブエノスアイレスで生まれ、大学で法律学を学んだ。イギリス軍のブエノスアイレス侵攻の際、コルネリオ・サアベドラのパトリシオス連隊に参加した。1811年にマヌエル・デ・サレテア、フアン・ホセ・パソと共に、連合政府に選出された。1814年から1816年のアルト・ペルー遠征に参加した後、フアン・マルティン・デ・プエイレドンの政府に反対した。そのためアメリカのボルティモアに亡命した。プエイレドンの辞任後、ブエノスアイレスに戻り1826年に亡くなった。